# 若槻千夏
若槻 千夏（わかつき ちなつ、1984年5月28日 - ）は、日本のタレント、元グラビアアイドル。結婚前の本名は栗原 千春（くりはら ちはる）。プラチナムプロダクション所属を経てフリー。

## 年譜
- 2001年
  - 17歳の時に友人と渋谷109を訪れたところを、プラチナムプロダクションからスカウトされる。
  - 成人雑誌の水着グラビアでデビュー。デビュー当初は本名で活動し雑誌グラビアやテレビ朝日内のサイト『WEBアイドル図鑑』を中心に活躍。程なくして、現在の芸名に改名。
  - 11月よりTBS『キャイ〜ン式』の番組内企画「ヒデキ（ウド鈴木）の妹オーディション」にセクシー部門代表として地上波初出演。オーディション合格者で結成された期間限定ユニット「イモコン。」のメンバー（五女）として活躍。

- 2002年
  - ミスマガジン2002にエントリーしセミファイナルまで進出するも、落選。
  - SUPER GT (旧全日本GT選手権) のPR活動を行っているイメージガールに選出される。
  - 例年より話題が多いことから9月、「wi☆th」名義でavex traxからCDデビュー。

- 2003年
  - 年頭から本格的にグラビアからテレビ、ラジオ業界への進出を開始。当時はフジテレビ『トリビアの泉』、『クイズ!ヘキサゴン』、テレビ朝日『銭形金太郎』などバラエティ番組を中心に出演。
  - 10月、日本テレビ系『踊る!さんま御殿!!』に出演。
  - 11月よりフジテレビ『LIVE2003すぽると!&ニュース』のレギュラーリポーターとして仲根かすみとともに抜擢、翌年9月末まで出演。

- 2004年
  - 3月公開の映画『呪霊 THE MOVIE 〜黒呪霊〜』にて初出演・初主演でスクリーンデビュー。
  - 4月、テレビ東京『中山道』の出演をきっかけに中山秀征に気に入られ、以後共演番組が増える。
  - 5月、フジテレビ『ディヴィジョン1 STAGE2・ランナーズハイ』にて民放ドラマ初出演。
  - 9月、熱中症と急性胃腸炎を併発し緊急入院し1週間後に退院。
  - 10月、主演映画2作目『想色〜オモイ・ノ・イロ〜』公開。公開初日にテレビ放送されたフジテレビ系『めちゃ×2イケてるッ!』の特番「国立め茶の水女子大学付属高等学校 第1回抜き打ち中間テスト」出演時のとある発言（後述）により、バラエティタレントとして一般知名度を一気に上げた（放送内容は抜き打ちテスト (めちゃ×2イケてるッ!)を参照）。

- 2005年
  - 年頭よりフジテレビ系の競馬バラエティ番組『うまッチ!』にて民放地上波番組の初メイン司会を務める。
  - 4月より『スーパー競馬』メインキャスター。他にも日本テレビ系『メレンゲの気持ち』等レギュラー番組が一気に増える。
  - ヘアーカラーリング・アワード2005タレント部門、第1回Best Jerseist女性部門受賞。

- 2006年
  - 11月6日、「神経性胃炎および 潰瘍性大腸炎」で体調を崩した事から、全てのレギュラー番組出演と年末年始の番組収録をキャンセル[4]し、2か月間の療養に入る。若槻が出る予定だった所は事務所の後輩の岩佐真悠子や東原亜希がいくつか代役に回っていた。
  - 12月23日、深夜放送の『うまッチ!』より復帰したが、病気の再発を防ぐため『うまッチ!』、『スーパー競馬』などのレギュラー番組は降板。事実上の芸能界休止状態となる[5]。後年、若槻は体調を崩したことをきっかけにレギュラー番組を降板し、休業状態に至る経緯の中にあたってベッキーの名を挙げ、本人との対話で「こんなに仕事人の人いるんだって思って」「スタジオに入る時スタジオに一礼するベッキーさん毎回見ている」と語り、「もう私（若槻）、ムリだって思って。ここまでしないと上にはいけない、って思っていた」とも語っている[6]。

- 2007年
  - 1月18日にブログ「マーボー豆腐は飲み物です。」を開始。
  - 11月27日、年内中にも芸能界を引退すると報道された。「頭の中がごちゃごちゃしている」と26日からブログ[7]の執筆活動を止め、若槻はクリエーターへの転身を考えているという一部報道があったが[8]同日中に自身のブログでこの報道を否定した[9]。
  - 12月28日、海外「修行」報道がなされた[10][11]。だが同日、自身のブログ記事において否定した[12]。
  - 12月31日、アメーバブログから去る事を自身のブログ記事で報告をした[13]。同日、第58回NHK紅白歌合戦に柳原可奈子と共に布施明の応援ゲストとして出演。
- 2008年
  - 2月26日、オフィシャルサイト「若槻千夏 24」をオープンさせた。
  - 5月28日、オフィシャルサイトの日記を更新、オフィシャルサイト日記のコメント欄がないため、たむらけんじのブログに、誕生日のお祝いコメントを募集するコメントを掲載する。それに答えるかたちで、たむらも、「若槻千夏誕生日」というタイトルでブログを更新、たちまち、若槻への、お祝いメッセージが殺到する騒ぎになる。
  - 8月26日正午に、新公式サイト『ちこつのカタチ』をYahoo！ファンクラブ内に開設した。
  - 9月18日「堂本剛の正直しんどい」で約9か月ぶりにテレビ番組への出演をする（紅白歌合戦以来の出演）旨を報告。
- 2009年
  - 5月28日、自身のブランド「W♥C」（ダブルシー）の設立を発表[14]。販売、運営はウィゴーが実施する[15]。
- 2012年
  - 1月17日、一般人男性と結婚した事を自身のブログで公表した[16]。
  - 6月22日、女児を出産。
- 2013年
  - 1月6日 「W♥C」のデザイナーからクリエイティブアドバイザーに降格。
  - 8月12日 「W♥C」から完全に手を引くことを発表[17]。ブランドは存続し引き続きウィゴーが運営。「W♥C」ブランドで生み出された自身のキャラクター「クマタン」は引き続き若槻が保有し、デザイナーとしての若槻千夏の会社として新設されたWCJAPANにより引き続き展開されることとなる[18]。
- 2015年
  - 12月5日放送の『さんまのまんま』（関西テレビ）にゲスト出演し、4年ぶりに芸能界への本格復帰を果たす[19]。
- 2016年
  - 12月14日、第2子妊娠を報告[20]。
- 2017年
  - 4月19日、第2子男児を出産、5月9日にインスタグラムで報告した[21]。
- 2019年
  - 1月25日、2013年にクマタンを展開していたWCJAPANより、若槻の新ブランド「WCJ」を立ち上げ[22]。2013年の「W♥C」ブランドからの退任以来、およそ5年半ぶりにアパレルへ本格復帰することとなる。
- 2024年
  - 8月31日、23年間所属していたプラチナムプロダクションを退所し独立[2]。

## 人物

### 家族構成
東武東上線の電車運転士だった父と母、五歳上の兄、ネコ2匹。昔はハチという名前のイヌがいた。

### 芸名
嘘ばかりついていたことで「嘘つき」から苗字を「若槻」、夏が好きで夏をイメージして本名の「千春」を捩って名前を「千夏」と付けたことを告白。事務所関係者によると、歴代の総理大臣など著名人の名字を使うことを考えていたらしい。実際、本人は売れると思わず適当に付けたこと、また芸名はマネージャーが命名したが、本名でやりたかったこと、そしてこの芸名に思い入れがなかったことを明かした。なお、本名の『千春』は、母が松山千春のファンクラブに入っていたほど松山が好きだったことに由来している。なお、たこ焼きが好きだということから、「たこ千夏」と名付けるというプランもあったとのこと。

### 愛称
若手芸能人からは「ちぃ、ちぃちゃん、ちっち」。中堅クラスの芸能人からは「ちなっちゃん」。大物芸能人からは「若槻！」。中山秀征等からは「チナッティー」。子供の頃は「チハちゃん」、または「おっはー」という挨拶が流行っていたことから「ちっはー」とも呼ばれていた。

### 趣味、嗜好
- 好きな食べ物は、焼肉、シュークリーム、納豆巻き、お子様ランチ、ファーストフードなどのジャンクフード、ケンタッキーフライドチキンの皮。かつては大のパン好きであったが、今は大の米好きである[30]。
- 嫌いな食べ物はバナナ。小さい時にバナナを食べて気持ちが悪くなったことからトラウマになって食べられなくなった。しかし、芸能界入りしてからバナナジュースは飲めるようになった。他にはホタテも苦手である[31]。
- 憧れのタレントに挙げていたのは久本雅美で、「司会も話のキャッチボールも出来るしも面白いことも話すので、幅広く何でも出来て尊敬しちゃう」という理由から[32]。また、これまで共演した中で影響を受けたタレントとして挙げたのは江頭2:50。共演した時に「俺は1回の伝説で生きている」と言われたことで「かっこよくて、バラエティの鑑だ」と思ったという[29]。
- 好きな歌手
  - 中島美嘉
今までリリースされた中島のCDを全て持っており、本人曰く「NANAの大崎ナナは中島さんだと（映画発表以前に）思っていた」とのこと[26]。『HEY!HEY!HEY! MUSIC CHAMP』（フジテレビ）に中島が出演した際「芸能界一中島美嘉好きなタレント」としてゲスト出演[33]。
  - 徳永英明
母親がファンである影響で自身もファンになったと語っており[26]、番組で「壊れかけのRadio」のサビ部分を徳永本人の前で歌い、徳永から歌の上手さを褒められたことがある。この縁もあって、徳永のデビュー25周年記念セルフカバー曲『壊れかけのRadio ～25th Anniversary Track～』のミュージックビデオにも出演している[34]。
  - 森山直太朗
森山本人がDJを務める『OH! MY RADIO』（J-WAVE）にゲスト出演した際、リクエストを求められるとアルバム収録曲の名を挙げて森山を驚かせた。
  - モーニング娘。
芸能界に憧れていた母親の影響から自身も早くから芸能界に興味を抱いており、特に後藤真希のファンだった。実際に中学3年生の時にオーディションに応募しており、この時は書類審査の時点で落選だった。後にスカウトされた時は自分よりも母親のほうが喜んだという。しかし本人は所属事務所の人間に詳しい話を聞くまで「芸能界」を「『芸能会』という名前の1つの会社」と思い込んでおり、「デビューすれば『モーニング娘。』に入れると思っていた」とのこと[26]。
- 漫画
矢沢あい作品は全て好きで『NANA』はブレイクする前からの大ファンであり自身のバイブルと様々なインタビューで答えている。
音楽系雑誌『ザッピィ』の連載でファンから寄せられた情報がきっかけになって男性向け漫画も読むようになり、『ONE PIECE』はマンガで初めて泣いたものであり、他にも『DEATH NOTE』『LIAR GAME』『ご近所物語』『寄生獣』などは特に熱中したとのこと。
『魁!!クロマティ高校』、『課長バカ一代』（共に野中英次作）などのナンセンスギャグ漫画も好む。

知り合いからマンガを勧められたら、マンガ喫茶で読み、気に入ったら買い、面白いマンガは他の人にも勧める。と述べている。
- 競馬
デビュー当初は、のめり込んじゃいそうだから「ギャンブルは嫌い」と発言していたが、2005年より本格的に競馬の仕事に携わるようになる。20歳の誕生日直後に行われた第71回日本ダービーに番組ゲストで呼ばれた際、ビギナーズラックで馬券を当てたことが競馬にのめり込むきっかけとなったという。競馬番組から離れた今でも競馬は趣味として馬券を買いに行った事などが公式ブログで公開されている。
- その他の趣味
映画のDVD、フィギュア、小物、帽子の収集。
中学生の頃はハローキティが大好きで、実家の部屋はグッズで埋め尽くされている[35]。

### 特技
料理
- エビチリソース、チャーハンを“勝負飯”として挙げている[36]。また、たこ焼き作りも一番自信があるという[37]。
- 一度だけ出演した『愛のエプロン3』（テレビ朝日）で下エプ評価を受けるも、『料理の鉄人』に鉄人として出演していた中華の陳建一から「料理が上手くなる素質はある」とコメントされている。

### 交遊録
- 所属事務所が年1回行っている夏の日帰り旅行の時、後輩たちの為に自腹で大量の差し入れを持って現れたりするエピソードが後輩タレントの口から語られている[38]。
- 隠し事なく話せるのは安田美沙子、ウエンツ瑛士、MEGUMI、KABA.ちゃん、東原亜希とのこと[39]。また自身を「姉さん」と慕う年下の大沢あかねを可愛がっている表現が公式ブログなどで多数見受けられる。
- 熊田曜子、安田美沙子と共に出演した『アメトーーク』（テレビ朝日）にて、グラビアアイドルの私的交流会・通称「グラビア会」の存在を明かしている。これは1999年から2001年頃にデビューしたグラビアアイドルが月1程度で集まって情報交換共々日頃のストレスを解消し楽しむための会合であり、番組内でのトークやブログに公開された写真などによると、他にほしのあき、岩佐真悠子、倖田來未、杏さゆり、佐藤江梨子、山田優等が参加し誕生日会の開催などを行っている。
- 『うまッチ!』（フジテレビ）での共演をきっかけにアンタッチャブルとも親しくなる。特に柴田英嗣とは兄妹の様に仲が良い。

### 特記事項
- 高校時代はパソコン部に所属。そのため事務作業は普通に出来ると言うが[37]、一方で部活に出ずに、携帯電話の通話料など小遣い稼ぎのためにアルバイトに精を出していたこともあった。最初のアルバイトのうどん屋が一番長く、15歳から17歳までの約2年半。この他にも、軽食店やティッシュ配り、祭りの屋台などのアルバイトを経験。グラビアアイドルとしての活動を始めてからも半年ほど、午前5時からのビル清掃の早朝アルバイトを兼務していた事がある[40]。
- グラビアデビューしてから暫くの間は、父親に芸能界入りを知らせていなかったが、ある日電車の中吊り広告に出ていたのを父親が気付いてしまい発覚。父親は5年という期限を設けたが、自ら「3年間頑張って芽が出なければきっぱりと辞める。もし成功したら、そのまま続けさせてください。」という約束で芸能界入りを認めてもらった。父は今では自ら写真集を大量購入し、知り合いに配りまわるほどに応援してくれているとのこと。
- また、遠方にある埼玉の実家から渋谷の事務所まで通うのが大変だった事で、一人暮らしを始めるまでは着替え持参でシャワー設備のある渋谷の漫画喫茶に最長1週間寝泊りしていたことがあるとのこと[37]。
- 千原兄弟の千原ジュニアとは同じマンションに住んでいたことがあり、写真週刊誌に「二人は付き合っている」と勘違いされ、追いかけられたことがあった[41]。

## 特徴

### 視力
- 視力が悪いためコンタクトレンズや眼鏡を使用している。

### 運動神経
- 自身は卓球が得意（中学時代は卓球部）としているが、その卓球を含め、運動神経を競うアトラクションでは活躍できずに終わることが殆ど。

### 車
- 車の運転に関しては得意な模様で、2006年半ばに普通自動車運転免許を取得。以前所持していた愛車について「めちゃめちゃデカイ車」と言われたことがあった[42]。

### 頭脳
- 自ら「物覚えが悪い」と明かし「何でもカンペがあるとありがたい」と話していたことがある。自分の芸名についても思い入れがなかったことから覚えられず、デビューしたばかりの頃にオーディションで名前を聞かれた時に自分の芸名が思い出せず「名前なんでしたっけ？」と返答したことがあるという[25]。
- 2004年、フジテレビ系列『めちゃ×2イケてるッ!』のオールスター夢の激突8周年感謝スペシャル バカまん決定!!め茶の水女子大附高校 抜き打ち中間テストの回において出演者の中で最下位の成績を収め、「バカまん」との称号を得る。本人はこれに反発し「（私は）バカまんじゃありません! ヤリまん（やる気満々の意味）ですから!!」と叫んだ[43]。
- 『クイズ!ヘキサゴンII』ではおバカタレントとして2005年から2007年8月1日放送分まで不定期出演していた。当時はアラジンの「おバカ6人衆」がおバカキャラの中心になっていたが、若槻の成績はその6人を下回るほど悪く「予選ペーパーテスト」では5点以上の点数をとったことがなく、ほぼ全ての回で最下位だった（1度だけ最下位を逃れて、ブービーだった事がある）。

### トラウマ
- 初期の頃のバラエティ番組で海に投げられ溺れかけた事がきっかけで、水に対して極度の恐怖感を持つようになった。その度合いは、デビュー以後、顔を洗う事も出来ず濡れタオルで顔を拭いているほど[26]。

### 恋愛
- 自身でも「恋愛に関しては糞真面目」と語り、異性に対してはシャイで引っ込み思案で、二人きりになると照れてしまって何も喋れなくなり、自分からは好きと告白できないとのこと[44]。
- 中学時代、当時憧れていたバスケットボール部の先輩に僅かでも近付きたかった一心から、スポーツ音痴の自分にも出来る種目で、練習が同じ体育館内（部活中ずっと見ていられる）という理由で卓球部に所属。
- LIVE2003 すぽると!&ニュースのレポーター時代、当時のイケメンの代名詞であったサッカーのデビッド・ベッカムのファンになり、来日記者会見で目線をもらっただけで泣き出してしまう程だったが、母より借りた韓国ドラマのDVD『冬のソナタ』をきっかけにペ・ヨンジュンファンに鞍替えした。好きが昂じて2005年夏のオフには母と共にプライベートで「冬ソナツアー」にも参加した[29]。
- 2007年の正月深夜特番『女だらけのかうんとだうん新年会』にて、「抱かれたい芸人ベスト3」というお題が出された時に、若槻は1位に土肥ポン太、2位にサバンナ八木真澄、3位にケンドーコバヤシをあげている。土肥については2003年頃からファンである[45]。

### 公式ブログ
- 2007年1月18日よりサイバーエージェント運営のレンタルブログサービス・アメブロで本人執筆による公式ブログ『マーボー豆腐は飲み物です。』を開始。
- ブログには自身の事以外にも共演者や芸能界の友人たちの様子がネタとして書かれる事も多く、マネージャーの通称「ハンサム氏」[注 2]東原亜希、大沢あかね、品川祐（品川庄司）、藤本敏史（FUJIWARA）、KABA.ちゃんなど頻繁に登場するレギュラーキャラクターも存在する。また、品川は若槻のことを新ブログの女王と呼んでいる。
- タイトルはマネージャーのハンサム氏の発言に由来[46]。
- 事務所の同僚であり親友でもある東原亜希が自身のブログで若槻のことをネタにする場合、よくイニシャルで「WC」と記していたが、若槻当人はトイレ（water closet）の略称と一緒である事を気にしている[47]。
- 一時期コメント欄が荒れたことが原因でコメント欄を閉鎖したが、2007年の誕生日に一時的にコメント欄を復帰したところ、1日で7500オーバーという空前のコメント数を記録する。その事に感じ入った若槻はそのまま継続してコメント欄を開放している。
- ブログ上の自己紹介は、性別『愛想あるのにもてない女』、誕生日『村上ショージさんと同じ誕生日』、出身地『グラビア界の東武東上線』、特技『リアクション』、趣味『いたずら』としている。しーずん2になってからの紹介欄は、性別のみ『異性に好かれない女』に変わった。現在の「下ネタブログ」では、性別が『タイだとモテるやつ』、出身地が『DA-SAITAMA』、趣味が『旅行 追いかける』になっている（「特技」はなくなっている）。
- 2007年11月30日、『アメーバブログ』での本人公式ブログ『マーボー豆腐は飲み物です。』タレント・有名人ランキングで『殿堂入り』を果たす。
- 2007年12月31日、自分のアメーバブログでブログを終了することを明らかにした。
- 2008年11月25日、アメスタ番組ブログとして、「マーボー豆腐は飲み物です。しーずん2」をスタートさせる。
- 2010年3月4日、ブログをリニューアルし、「下ネタブログ」と改名。
- 2011年2月1日、ブログをリニューアルし、「WCはどこですか?」と改名。
- 2014年5月28日、30歳の誕生日にブログにて「突然ではありますが30歳になるのをキッカケに決めました。本日をもちましてブログを終了させて頂きます」と発表。

　同時に「今まで一度でも見てくれた方、全ての方に感謝感謝感謝クマクマタンでございます。」と若槻千夏らしさで感謝の意を表している。

## 出演

### テレビ

#### 現在出演中のテレビ番組
- 上田と女が吠える夜（日本テレビ）
- ダウンタウンDX （読売テレビ）- 不定期
- ラヴィット!（2021年3月30日 - 、TBSテレビ） - 火曜レギュラー
- チコちゃんに叱られる! （NHK総合）- 不定期
- 今夜はナゾトレ（フジテレビ） - 不定期
- トークィーンズ（フジテレビ） - パネラー

#### 過去に出演したテレビ番組
- 感動ファクトリー・すぽると!&ニュース（2003年4月 - 2004年9月、フジテレビ） - 土曜日リポーター
- 若槻千夏STATION（2003年4月 - 2003年9月、エンタ!371）
- ものすぽると!（2003年5月 - 2006年12月3日、フジテレビ） - 不定期放送のスポーツグッズ通販番組、メインMC
- てっぺん魂（2003年10月 - 2004年3月、テレビ東京） - 準レギュラーのトークパーソナリティー
- ヒデヨシ（2003年10月 - 2004年10月、CBC）
- 志村塾（2004年4月 - 2005年9月、フジテレビ）
- オールザッツ漫才（2003年12月、2004年12月、2005年12月、2006年12月、毎日放送）- メインMC
- 脳内エステIQサプリ（フジテレビ） - 不定期
- クイズ!ヘキサゴンII（2005年 - 2007年8月、フジテレビ） - 不定期
- うまッチ!（2005年1月 - 2006年12月 、フジテレビ） - メインMC
- メレンゲの気持ち（2005年1月 - 2007年3月、日本テレビ） - MC
- ムッチャDOLL箱 乙女の祈り（2005年2月 - 3月、よみうりテレビ） - 不定期放送
- スーパー競馬（2005年4月 - 2006年12月、フジテレビ） - メインMC
- Click!（2005年4月 - 2005年9月、日本テレビ） - 木曜担当MC
- 中山道（2005年4月 - 2005年9月、テレビ東京）
- A（2005年4月 - 2005年6月、日本テレビ系）
- 落下女（2005年10月 - 2006年3月、日本テレビ） - ナレーション〔天の声〕役
- 恋愛部活（2006年4月 - 2007年3月、日本テレビ） - メインMC
- グラビアトークオーディション（2006年10月 - 2007年3月、フジテレビ） - メインMC
- なつめぐ堂リアルスタイル（2006年4月 - 2007年12月、CBC） - メインMC
- 痛快!明石家電視台（2005年2月 - 2007年3月、毎日放送） - 準レギュラー
- 中井正広のブラックバラエティ（2004年7月 - 2013年3月、日本テレビ） - 不定期
- 超問クイズ! 真実か?ウソか?（日本テレビ） - 不定期
- 若槻千夏と生で行ってみた（2016年4月13日 - 9月28日、AbemaTV）[48]
- でんじろうのTHE実験（2019年2月3日 - 2021年2月19日、フジテレビ） - 不定期。ゲスト扱いではあるがほぼ毎週出演していた。
- 人生が変わる1分間の深イイ話（2008年2月25日 - 、日本テレビ） - 不定期
- SPRAY! #日本を塗り替えろ（2020年6月27日 - 2021年3月30日、ABEMA） - MC[49]
- 有吉ダマせたら10万円（2021年10月16日、フジテレビ)
- 内村と相棒　(2023年5月31日、フジテレビ)

### ラジオ

#### 過去に出演したラジオ番組
- オレたちのヒロイン（2003年10月 - 2004年9月、毎日放送）
- YOUNGPARK延長戦2時まで生風討論（2004年10月 - 2005年3月、毎日放送）
- YOUNGPARK30（2005年4月 - 2005年9月、毎日放送）
- 若槻千夏 ACADEMY（2005年10月 - 2006年3月、TOKYO FM）
- 千夏のなぞなぞナゾ?（2003年1月 - 2007年、JFN）
- ゴチャ・まぜっ!水曜日（2005年10月 - 2008年2月、毎日放送）

### 雑誌連載
- B.L.T.（東京ニュース通信社）「WAKATSUKI PRODUCE」
- KING（講談社）「エコライフ・エゴライフ」
- 女性自身（光文社）「千夏のマン喫TIME」※隔週掲載

### ドラマ
- ごくせん 第5話（2005年1月 - 2005年3月 、日本テレビ） - 水島真希 役
- レガッタ〜君といた永遠〜 （2006年7月 - 2006年9月 、朝日放送） - 田島千香子 役
- 仮面ライダーオーズ/OOO 第28話（2011年4月3日、テレビ朝日） - 野次馬 役（千回記念特別ゲスト）

### 映画
- NO NAME （2004年、及川中監督） - 麻美 役
- 呪霊 THE MOVIE 〜黒呪霊〜 （2004年、日本スカイウェイ・パル企画、白石晃士監督） - 前田紀子 役（主演）
- 想色〜オモイ・ノ・イロ〜 （2004年、KSS・ジーダス、喜屋武靖監督） - 杏奈 役（主演）
- タッチ （2005年9月、東宝、犬童一心監督） - 矢部ソノコ 役
- オトシモノ （2006年9月30日公開、松竹、古澤健監督） - 藤田香苗 役（準主演）

### CM キャンペーン
- 全日本GT選手権 2002年度イメージガール『wi☆th』メンバー
- 格闘技イベント INOKI BOM-BA-YE 2003 ボンバイエガール
- 京朋 2003年度着物モデル
- 公営企業金融公庫
- スパワールド『スパプー』、『ウォーターウォーズ』
- ノーリツ鋼機『超速デジカメプリント』
- NTT西日本
- ナムコ『熱チュープロ野球2004』CMソング
- EPSON『フォトプリント』イメージガール（2003-2004年度）
- WEDS イメージガール（2004年度）
- キグナス石油 イメージガール（2004-2005年度）
- LAWSON『2004年夏のCMキャラクター』
- 明治製菓『小粒チョコシリーズ』、『プッカ』、『きのこの山とたけのこの里』CMキャラクター
- ツムラ『きき湯 食塩炭酸湯編』CMキャラクター
- CrossforNewYork イメージキャラクター
- Nextjapan 『JJ CLUB 100』イメージキャラクター
- ファブリカコミュニケーションズ「車選び.com」「鈑金・塗装ファブリカ」「クルマ買取ファブリカ」
- 京都きもの友禅 CMキャラクター
- 秋葉原電気街振興会『2006夏の秋葉原電気街まつり』イメージキャラクター
- 古本市場『2006年夏のキャンペーン』イメージガール
- 秋葉原電気街振興会『2006冬の秋葉原電気街まつり』イメージキャラクター
- サントリーフーズ「BOSS レインボーマウンテン」CMキャラクター
- m.andonia イメージキャラクター
- ハドソン『桃太郎電鉄シリーズ』CMキャラクター
- ハウスウェルネスフーズ「生ローヤルゼリー1000ドリンク」CMキャラクター（ミツバチの着ぐるみ姿で出演）
- 八十二銀行「はちにのかん太くんカード」イメージキャラクター
- オカモト産業「CARALL」イメージキャラクター
- pdc「スキンラミネート」イメージキャラクター
- AbemaTV（2016年） [50]
- TeraDox GLAMPRINT (2020年12月4日 -) [51]

## 作品

### 写真集
- 千夏のカタチ（2002年3月、撮影：斉木弘吉、彩文館出版） ISBN 4-9161-1578-3
- 千夏トイツマデモ（2002年10月、撮影：斉木弘吉、竹書房） ISBN 4-8124-1019-3
- 初恋物語 涙で見えない（2002年10月、撮影：加納典譲 / 文：早川杏子、竹書房） ISBN 4-8124-1018-5
文庫本サイズの写真集。
- 若槻千夏ピンナップポスター（2002年11月、撮影：西條彰仁、ワニブックス） ISBN 4-8982-9871-0
- chinatsu graphy（2002年12月、撮影：山岸伸、アクアハウス） ISBN 4-8604-6066-9
- ちぃ! 〜自転車に乗って〜（2003年、撮影：上野勇、集英社） ISBN 4-0878-0382-1
初のローマロケ。
- チナッティー 〜ホノルルと神田の関係〜（2006年5月28日、撮影：藤代冥砂、ソニー・マガジンズ） ISBN 4-7897-2826-9
3年ぶりの写真集で、Tバックショットなどが話題（以前カメラマンに「尻が綺麗」と言われた為、それをメインに撮った）。

オムニバス作品
- PLATINUM 〜素足の少女達〜（2001年10月、山岸伸、コンパス） ISBN 4-8776-3079-1
所属事務所の新人タレント8名のオムニバス作品。
- 若槻千夏大作戦（2002年、GOT）
Katreaの撮影風景をまとめたDVD付きムック本。
- ビジョメガネ（2005年11月、ソニー・マガジンズ） ISBN 4-7897-2726-2
- 少女伝説（2006年2月、アライ テツヤ / 高倉 文紀、双葉社）ISBN 4-5754-7813-X
他のモデルは市川由衣、堀北真希、末永遥、岡本奈月、石田未来、仲根かすみ
- ビジョメガネ2（2006年6月、ソニー・マガジンズ） ISBN 4-7897-2873-0

### Video & DVD
- Katrea - カトレア（2002年、ドーガ）2004年、Air Controlからも再発。
- Chi-chan（2002年、VegaFactory）
- Present（2003年、hmp、DigiCube）2004年、リバプールからも再発。
- ちぃ! 〜ピザを食べたら〜（2003年、集英社）
- ちぃ♪夏色想（2004年1月、フォーサイド・ドット・コム）
- Se-女!A-Side 若槻千夏1（2004年1月、GPミュージアムソフト）
- Se-女!A-Side 若槻千夏2（2004年2月、GPミュージアムソフト）
- 若槻改革（2004年7月、リバプール）
- Se-女!2 若槻千夏「ちぃ」（2005年、フォーサイド・ドット・コム）
- ちぃさなこいの物語（2005年、フォーサイド・ドット・コム）
- 2SIDE PAC（2006年、ラインコミュニケーションズ）
- 若槻千夏 DVD-BOX（2007年、フォーサイド・ドット・コム）

オムニバス作品
- sabra bestgirls DVD（2003年、小学館）（共演：熊田曜子、小倉優子、磯山さやか）
- パーティーは今宵だけ・・・。（2003年、DigiCube）（共演：伊織）
- セレクト☆桃の陣! 〜桃太郎電鉄20周年記念DVD 〜（2008年4月23日）[52]

### CD

#### 若槻千夏 名義
- 愛のカケラ（avex - Disc du Soleil）VFCD-11010
  - (C/W)C-C-C：テレビ東京「Se-女!」エンディング曲
- Diamond 〜キボウノシルシ〜（avex - Disc du Soleil）VFCD-11011 DVD付
  - Diamond 〜キボウノシルシ〜：PS2用ソフト「enjoy! Baseball」テーマソング
  - (C/W)あなたのいない雨：呪霊 劇場版 〜黒呪霊〜 主題歌
  - 付録DVD
    - Diamond 〜キボウノシルシ〜（ミュージッククリップ）
    - Chi-7 Days Style
    - あなたのいない雨（ミュージッククリップ）
- 歌合戦〜桃太郎電鉄20周年記念アルバム〜（2008年3月26日）
  - ボンビー・モンキーだモーン！（作詞・小室みつ子 作曲・池 毅）

#### チナッチャブル 名義
アンタッチャブルとともに「チナッチャブル」という名でのクレジット。
- 勝利の花びら/ハルハラリ（2006年5月10日、ソニー・ミュージックダイレクト）MHCL-783/4（初回限定盤）、MHCL-785（通常盤）
  - 勝利の花びら：テレビ東京系アニメ『ケロロ軍曹』の6代目エンディングテーマ。コーラスにはアニメソング歌手の日向めぐみが参加。
  - ハルハラリ：『うまッチ!』『スーパー競馬』エンディングテーマ曲。
- ケロロとギロロの地球（ペコポン）侵略ラヂオ毎週土曜深夜24時〜24時30分（ラジオ大阪）※エンディング曲のみ出演。若槻自身としては初のアニメ系ラジオ番組への進出。

### トレーディングカード
- プラチナム オフィシャル カードコレクション（2007年10月13日、さくら堂）
- プラチナム オフィシャル カードコレクション（2009年10月31日、さくら堂）